# Merodon calcarata
Merodon calcarata är en tvåvingeart som först beskrevs av Fabricius 1794.  Merodon calcarata ingår i släktet narcissblomflugor, och familjen blomflugor. Inga underarter finns listade i Catalogue of Life.